# (7573) Basfifty
(7573) Basfifty est un astéroïde de la ceinture principale, découvert le 4 novembre 1989 par Brian G. W. Manning. Il possédait la désignation provisoire 1989 VX.